# زهره شورانگیز
زهره شورانگیز با نام هنری هنگامه (زاده ۳ نوامبر ۱۹۶۱ در کابل)، خواننده اهل افغانستان است.

## زندگی‌نامه
هنگامه در ۳ نوامبر ۱۹۶۱ در شهر کابل، افغانستان در خانواده‌ای هنردوست به دنیا آمد. پدرش غلام یحیی شورانگیز در هندوستان در رشته سینما تحصیل کرده‌است، مادرش صابره شورانگیز، زنی صاحب ذوق است که در مؤسسه هنرهای زیبا، افغان فلم و در رادیو و تلویزیون افغانستان کار کرده‌است. هنگامه یک برادر و چهار خواهر دارد که از این جمع، فقط خواهرش فرشته سما، به موسیقی روی آورده‌است. هنگامه در سال ۱۹۸۱ کابل را به مقصد پاکستان ترک کرد. هنگامه در سال ۱۹۸۵ در آلمان با احمد ولی ازدواج نمود که حاصل این ازدواج یک پسر به نام احمد مسیح است. او در سال ۱۹۸۹ از احمد ولی طلاق گرفت و در دسامبر سال ۱۹۹۴ با ویس سرور ازدواج نمود که ثمره این ازدواج یک دختر به نام سارا است. هنگامه هم‌اکنون در شهر تورنتو، کانادا زندگی می‌کند.